# Musashimurayama

Musashimurayama (武蔵村山市 Musashimurayama-shi?) este un municipiu din Japonia, zona metropolitană Tokyo.